# احتجاجات على سجن بابلو هاسل
احتجاجات على سجن بابلو هاسل في 16 فبراير 2021 تم القبض على مغني الراب الإسباني بابلو هاسل وسجنه في مسقط رأسه في لاردة كاتالونيا، بسبب حكمين نهائيين بأمر من الجمهور الوطني في مدريد: حكم بالسجن لمدة عامين لتمجيد الإرهاب في أغانيه، وثاني حكم بالسجن لمدة 9 أشهر بتهمة تمجيد الإرهاب في أغنية وعدة تغريدات، وكذلك غرامة قدرها 10.800 يورو على العيب في الذات الملكية، وغرامة أخرى قدرها 6.750 يورو لإهانة مؤسسات الدولة، والتي تضيف ما يصل إلى أيام في السجن لكل قسط هو لم يدفع. أثار سجنه موجة من الاحتجاجات وتزامن مع إعلان الحكومة عن إصلاح الجرائم المتعلقة بحرية التعبير.
بدءًا من تلك الليلة، احتج المؤيدون في عدة مدن عبر إسبانيا، مع بعض الاحتجاجات التي تضمنت أعمال عنف وأضرار في الممتلكات. تسببت الاحتجاجات في حدوث انقسامات في الحكومة الائتلافية الإسبانية، بين أعضاء الحزب الاشتراكي الأوروبي المؤيد للشرطة، وأعضاء بوديموس المؤيدين للاحتجاجات.

## الاحتجاجات
في برشلونة عاصمة كاتالونيا حدث نهب للبنوك والشركات. فقدت إحدى المتظاهرات في المدينة إحدى عينيها من رصاصة رغوية أطلقتها قوة شرطة كاتالونيا. حدثت اضطرابات عنيفة في مدن كاتالونية أخرى، بما في ذلك مسقط رأس هاسيل في لاردة، وكذلك فيك وجيرونا وريوس.
خارج كاتالونيا، تم الإبلاغ عن أعمال عنف في بويرتا ديل سول في مدريد وفالنسيا وبلباو. أعلن عمدة مدريد خوسيه لويس مارتينيز ألميدا عن أضرار بلغت 200 ألف يورو.

## التفاعلات
أدان رئيس بلدية برشلونة أدا كولاو كل أعمال العنف وأعرب عن دعمه للشرطة. شكك في هذا الموقف دولور ساباتر عضو ترشيح الوحدة الشعبية في برلمان كاتالونيا. تصرف ألميدا في مدريد لصالح الشرطة، بينما انتقد العمدة جوان ريبو في فالنسيا رد الشرطة على أنه غير متناسب.
قال رئيس الوزراء الإسباني بيدرو سانشيز «في ديمقراطية كاملة مثل إسبانيا، العنف غير مسموح به... العنف إنكار للديمقراطية». ودعم النائب الثاني لرئيس الوزراء بابلو إغليسياس من بوديموس الاحتجاجات. أدان النائب الأول لرئيس الوزراء كارمن كالفو منصبه.
قال حساب بوديموس الرسمي على تويتر: «في كل مرة يندد فيها الناس بمخالفة ديمقراطية في الشوارع، تركز السلطات الإعلامية على الاضطرابات حتى نتوقف عن مناقشة جذور المشكلة، ولا يتغير شيء، حقيقة أننا لا نقع في هذا الفخ لا يضعنا في صف العنف، بل إلى جانب التقدم الديمقراطي». المتحدث باسم البرلمان بوديموس بابلو إشنيك دعم الاحتجاجات علنًا وأدان عناصرها العنيفة في 22 فبراير.